# Höstens första dag
Höstens första dag är ett studioalbum av Anne Kihlström, utgiven 1987 på LP. och MK.

## Låtlista

### Sida A
1. Höstens första dag (M.Gustafsson)
2. Primadonna (T.Lendager-I.Pedersen-U.Georgsson)
3. Lördagskväll (L.Woulzy-A.Souchon)
4. Costa Brava (W.Aldila-K.Almgren)
5. Drömmar kan bli verklighet (U.Westman-C.Weltman)
6. Ung och evig (P.Sahlin)

### Sida B
1. Samma sol (B.Johansson)
2. Bara ett spel (P.Hart-K.Almgren)
3. Det stormar inte mer (M.Gustafsson)
4. Dansa genom eld och hav (R.Morris-M.Brunsell)
5. Snart är du ensam (T.Edström)
6. Som en droppe i havet (G.Heins-Ö.Englund)

### Fotnoter
1. ↑  ”Höstens första dag”. Svensk mediedatabas. 27 februari 1987. https://smdb.kb.se/catalog/id/001488824. Läst 10 mars 2020.
2. ↑  ”Höstens första dag”. Svensk mediedatabas. 27 februari 1987. https://smdb.kb.se/catalog/id/001535706. Läst 10 mars 2020.